# دفترچه خاطرات یک نیمفومانیاک
دفترچه خاطرات یک زن حشری (به انگلیسی: Diary of a Nymphomaniac) فیلمی در ژانر درام و اروتیک به کارگردانی کریستین مولینا براساس رمانی به همین نام نوشتهٔ والری تاسو که فیلمنامه آن را کوکا کانالز به رشته تحریر درآورده است. از بازیگرانی که در این فیلم به ایفای نقش پرداخته‌اند می‌توان از بلن فابرا، لئوناردو اسباراگلیا، لوم باررا، جرالدین چاپلین، آنتونیو گاریدو، ناتاشا یاراونکو و آنخلا مولینا نام برد.
این فیلم در ۱۷ اکتبر ۲۰۰۸ توسط شرکت فیلمَکس در اسپانیا منتشر شد و در سال ۲۰۰۹ در سه رشته نامزد دریافت جایزه گائودی گردید. موسیقی فیلم اثر شارل آزناوور و متن هربرت کرتزمر با اجرای خود شارل آزناوور است.
این فیلم با اکران موفق در بیش از ۱۶ کشور توانست به مجموع فروش جهانی ۲٬۷۵۸٬۶۹۱ دلار در گیشه دست پیدا کند.

## داستان
«والری» به توصیه مادربزرگ خود «ماری»، شروع به نوشتن خاطرات، مشکلات، شک‌ها، ایده‌ها و درنتیجه درک و دیدن آن‌ها از بیرون، برای داشتن چشم‌اندازی بهتر می‌کند. خاطرات والری ۱۵ ساله، از ۱۷ ژوئیه ۱۹۹۳ در ساعت ۲:۴۶ صبح شروع می‌شود. او باکرگی‌اش را در سکس با «ادوارد»، بدون هیچ احساسی و تنها با شرمندگی به‌خاطر نداشتن خونریزی، از دست می‌دهد. والری سعی در به چالش کشیدن نابرابری جنسیتی در جامعه دارد؛ برای او جالب است که سکس بیشتر برای مردان، نشان از قهرمان بودن آنهااست و برای زنان نشانهٔ فاحشگی!
۱۴ سال بعد
او که قصد بردن نهایت لذت از روابط خود را دارد؛ برای به‌دست آوردن آن و درنتیجه آزادکردن انرژی فراوان و عجیبش، به هم‌آغوشی با مردان ادامه می‌دهد. والری عقیده دارد، در زمان رابطه جنسی، با گرفتن انرژی از طرف مقابل، حس پرواز و سفر به بی‌نهایت و ادغام با کل دنیا را دارد؛ و در مقابل، تنها قسمتی از انرژی‌اش که همان ارگاسم است؛ از وی کم می‌شود.
والری همزمان با دوست پسرش «الکس» با «حسن» مردی بازرگان که موقتاً در بارسلون است؛ هم‌بستر می‌شود. حسن رام کردن والری را سخت‌تر از رام کردن اسب عربی می‌داند. الکس بخاطر دوست دختر جدید خود، والری را ترک می‌کند. والری حسادت نمی‌کند و تنها خواسته‌اش تکرار سکس با الکس است؛ اما الکس که توان ادامه رابطه پرتکرار با والری را ندارد، نمی‌پذیرد. جداشدن از الکس برای والری عاشق، ضربه سختی است. والری با دیر رسیدن مکرر در سر کارش، اخراج می‌شود. او به دیدن ماری که مریض شده‌است می‌رود؛ و از ترس خود از اینکه مثل بقیه زن‌ها نمی‌تواند هیچگاه به‌خاطر احتیاج به سکس زیاد، تشکیل خانواده دهد؛ می‌گوید. ماری نصیحتش می‌کند؛ که از زندگی خود لذت ببرد و کاری که عاشقانه دوست دارد را هرگز ترک نکند؛ چون در نهایت غمگین خواهد شد. ماری در نهایت والری را تنها می‌گذارد.
والری که مدیریت بازرگانی خوانده و مسلط به زبان‌های خارجی است؛ برای کار ابتدا با «هری» که یک طراح مد است؛ صحبت می‌کند؛ اما در ادامه جستجو برای درآمد بهتر، با «خایمه ریخاس» ۳۹ ساله و تاجر؛ آشنا می‌شود و با او قرار می‌گذارد. والری که عاشق خایمه شده‌است؛ با سرکوب کردن طبیعت سرکشش، به خایمه وفادار می‌ماند. خایمه در بستر، با کوتاهی صفت مردانه و زودانزالی والری را ناامید می‌کند؛ و والری را در دوراهی عشق و لذت سرگردان می‌کند؛ ولی در نهایت با او ازدواج می‌کند. هری برای کار با والری ملاقات می‌کند، اما در بازگشت به خانه با روی دیگر خایمه که پر از حسادت و عصبانیت است، رو به رو می‌شود. خایمه که دوقطبی و شدیداً بدگمان است، کار کردن والری را با اکراه می‌پذیرد اما یک شب که والری تا دیر وقت در دفتر هری مشغول به کار است؛ وارد دفتر شده و هری را که همجنسگرا است، متهم به رابطه با والری می‌کند. والری که خایمه را بیمار روانی و یک دروغگوی غریزی می‌داند؛ او را از تصمیمش برای جدایی مطلع می‌کند؛ و با التماس خایمه مواجه می‌شود. والری تصمیم به ادامه کار و زندگی می‌گیرد. در شب کریسمس والری در برگشت به خانه‌اش با هدیه‌ای عجیب از سوی خایمه مواجه می‌گردد؛ و او را در حین معاشقه و مصرف مواد با دختری روسپی می‌یابد. والری بهت‌زده با تسویه پول دختر، خبر بچه‌دار شدنش را به خایمه می‌دهد. خایمه با متهم کردن والری به روابط نامشروع، بچه را نمی‌پذیرد؛ والری با سقط و جداشدن از خایمه، به نقطه اول بازمی‌گردد.
والری که به شدت افسرده شده، بعد از چند ماه و به کمک دوستش به زندگی برمی‌گردد؛ و شروع به کار در روسپی‌خانه می‌کند. او تصمیم به یادگیری از دنیایی که تازه‌وارد آن شده‌است، می‌گیرد. والری که با بی‌مهری مشتریان، مواجه می‌گردد؛ و به آنچه که فکر می‌کند، نمی‌رسد؛ علی‌رقم توصیه دوستانش، عاشق یکی از مشتریان به‌نام «جیوانی» می‌شود. ولی او هم با بی‌وفایی، ناامیدش می‌کند.
والری که به نصیحت ماری رسیده‌است؛ فرقی بین ازدواج و فاحشگی در زندگی با خایمه و ارتباط با جیوانی(ها)، نمی‌بیند. تا وقتی والری جزء دارایی‌های افراد محاسبه می‌شود و انتخاب‌ها اشتباه است؛ ارزش زندگی از بین می‌رود. او فهمیده که باید خودش را دوست داشته باشد؛ و از زندگی‌اش نهایت لذت را ببرد، والری با رهاکردن خود، مسیر زندگی‌اش را پیدا می‌کند.